# Brita Sofia Krafft
Brita Sofia Robsahm Krafft, född 1784, död 23 september 1854, var en svensk konstnär. 
Hon var dotter till bankokamreren Carl Robsahm och hans maka född Hagen och från 1808 gift med Per Krafft. Hennes konst består av porträtt, men hon är mest känd som kopist av italienska och nederländska mästare.